# Stade Roland Garros
El Stade Roland Garros (Estadio de Roland Garros en español) es un estadio de tenis ubicado en el sector sudoccidental de París, en el XVI arrondissement o distrito.
Este recinto deportivo es de renombre internacional por ser sede del Abierto de Francia (conocido comúnmente como Torneo de Roland Garros), uno de los cuatro Grand Slam disputados durante el año y el principal torneo disputado en polvo de ladrillo, siendo jugado entre los meses de mayo y junio. El complejo tiene una superficie de 8,5 hectáreas, cuenta con veinte pistas; tres de ellas tienen capacidad para albergar partidos internacionales: la pista central «Philippe-Chatrier» con capacidad para 15.059 espectadores, la pista «Suzanne Lenglen» para 10.068 y el «Court 1» o pista 1 para 3.800.
El nombre del estadio proviene del célebre aviador francés Roland Garros, quien falleció el 5 de octubre de 1918 durante la Primera Guerra Mundial, y quien se hizo famoso por ser el primer hombre en cruzar volando el Mar Mediterráneo. El estadio fue construido en 1928 para la defensa del título francés en la Copa Davis de ese año. El estadio se mantuvo albergando diversos torneos de tenis, especialmente el Campeonato Francés, a excepción de los años durante la Segunda Guerra Mundial. En esa época, el estadio fue utilizado como campo de concentración de disidentes políticos y de muchos judíos que posteriormente fueron transportados hacia otros centros. Uno de los más famosos reclusos fue el escritor húngaro Arthur Koestler, quien relató su experiencia en Roland Garros en el libro Oscuridad a mediodía.
La Federación Francesa de Tenis, dueña del recinto, ha planeado expandir el tamaño del estadio, debido a su poca capacidad comparada con otros recintos de similar importancia. Sin embargo, la idea ha sido rechazada por el consejo local, lo que ha hecho que la federación plantee la posibilidad de trasladar el Abierto de Francia a un nuevo recinto a las afueras de la ciudad de París, ya sea en Gonesse o Versalles.

## Pista Philippe-Chatrier
La pista Philippe-Chatrier fue construida en 1928 como pieza central de Roland Garros y sigue siendo su principal lugar de celebración, cuenta con una capacidad de 14.840 espectadores (se redujo de 15.166 en 2010 para dar cabida a las nuevas cabinas de prensa). El estadio era conocido simplemente como «Tribunal Central» hasta 1998, cuando pasó a llamarse por el presidente de largo plazo de la Federación Francesa de Tenis (FFT) que ayudó a restaurar el tenis como un deporte de los Juegos Olímpicos de Verano en 1988. Las cuatro tribunas principales de espectadores llevan el nombre de Les Quatre Mousquetaires «Los Cuatro mosqueteros» —Jacques «Toto» Brugnon, Jean Borotra (el «Bouncing Vasco»), Henri Cochet (el «mago»), y René Lacoste (el «cocodrilo»)— que dominó el tenis masculino en los años 1920 y 1930.
Cuando Francia ganó la Copa Davis 1927, debido en gran parte a los esfuerzos de los Mosqueteros, Roland Garros fue construido como sede de su defensa exitosa del año siguiente. Francia retuvo la Copa hasta 1933, de nuevo en gran parte debido a los mosqueteros. Un monumento a seis campeonatos de la Copa de Francia se sitúa en el centro de la Place des Mousquetaires, el patio circular entre Corte Chatrier y la Cancha 1. Como un tributo aún más, el trofeo otorgado cada año al campeón de individuales masculinos del Abierto de Francia es conocido como la «Coupe des Mousquetaires».

## Pista Suzanne Lenglen
Con capacidad para 10.068 espectadores, la pista Suzanne Lenglen, construida en 1994, es la segunda pista en importancia de todas las instalaciones. Debe su nombre a la histórica tenista francesa de principios de siglo XX.